# August Beer
August Beer (Tréveris, 31 de julio de 1825 - Bonn, 18 de noviembre de 1863) fue un físico y matemático alemán. 

## Biografía
Estudia matemática y Ciencia natural en Tréveris. Trabaja con Julius Plücker en Bonn, donde defenderá su Ph.D. en 1848, y es docente en 1850. En 1854, publica su libro Einleitung in die höhere Optik. Y será Profesor en la Universidad de Bonn, estudiando diversos fenómenos ópticos. La ley de Beer da una medida de la absorción que sufre la luz al atravesar una disolución, lo que permite calcular su concentración.